# 강민성 (1993년)
강민성(한국 한자: 姜旼成, 1993년 4월 28일 ~ )은 대한민국의 축구 선수이며 포지션은 공격수이다.